# Подостровное
Подостро́вное — нежилая деревня в Сасовском районе Рязанской области России. 
Входит в состав Каргашинского сельского поселения.

## Географическое положение
Деревня находится в западной части Сасовского района, в 28 км к западу от райцентра.

## Природа

#### Климат
Климат умеренно континентальный с умеренно жарким летом (средняя температура июля +19 °С) и относительно холодной зимой (средняя температура января –11 °С). Осадков выпадает около 600 мм в год.

## История
Деревня описана в писцовых книгах Шацка в 1617г. https://proza.ru/2024/03/30/1365
С 1861 г. деревня Подостровное входила в Мокринскую волость Елатомского уезда Тамбовской губернии.
До 2004 года входило в Чубаровский сельский округ. С 2004 г. в составе Каргашинского сельского поселения.

## Население
| 1981 | 2010 |
| ---- | ---- |
| 40   | ↘0   |